# Potenza Sport Club 1974-1975
Questa voce raccoglie le informazioni riguardanti il Potenza Sport Club nelle competizioni ufficiali della stagione 1974-1975.

## Stagione
La società, memore dei fasti della Serie B disputata durante gli anni sessanta, si pone come obiettivo stagionale quello di ritornare nel professionismo. Il presidente Somma, coadiuvato dalla dirigenza del club, allestisce quindi una squadra competitiva che darà vita ad un memorabile testa a testa con Juventus Stabia per la vittoria finale.
Il Potenza riesce a mantenere la testa della classifica del Girone G per quasi tutto il campionato, tuttavia alla ventisettesima giornata, durante la partita giocata in casa contro l'Ischia, si verificano dei tafferugli tra la terna arbitrale e i tifosi lucani; l'episodio causa la squalifica del campo del Potenza per sei giornate, obbligando la squadra a disputare le restanti partite casalinghe negli impianti di Melfi e Matera.  Ciò determina una crisi di risultati dei lucani nell'ultima parte del campionato, per cui Potenza e Juventus Stabia arrivano all'ultimo turno appaiate in classifica, dovendo disputare l'ultima partita di calendario, per ironia della sorte, l'una contro l'altra. La partita termina in parità, rendendo necessario un incontro di spareggio per determinare il vincitore del campionato. La partita di spareggio viene disputata presso lo Stadio della Vittoria di Bari, in campo neutro, e vede il Potenza imporsi per 1 a 0 con un gol di Fernando "Nando" Scarpa nei tempi supplementari.
Questa stagione verrà ricordata dai tifosi del Potenza per varie motivazioni: innanzitutto per il duello avvincente con la Juventus Stabia, che soprattutto da questa stagione in poi diventerà una delle principali rivali calcistiche del Potenza, poi anche per le prestazioni del prolifico attaccante Scarpa, miglior marcatore della stagione ed infine per le notevoli difficoltà ambientali riscontrate dalla squadra durante le partite disputate in trasferta, specialmente in Campania, caratterizzate da minacce ed intimidazioni da parte dei tifosi delle squadre locali ai danni della squadra lucana, che nonostante tutto riuscì a vincere il campionato ed a centrare la promozione in Serie C.

## Divise
La prima maglia del Potenza in questa stagione è differente da quella tradizionale a strisce rosse e blu: è bianca e presenta due "V", una rossa e l'altra blu, come motivo decorativo centrale (similmente alla casacca del Brescia). La seconda maglia invece è di colore azzurro scuro, con due strisce diagonali, anch'esse una rossa e l'altra blu.

## Organigramma Societario
Di seguito sono riportati i membri dello staff del Potenza Calcio nella stagione 1974-1975.
Area direttiva
- Presidente: Fausto Somma
- Dirigenti: Giorgio Pasqualucci, Nicola Cerverizzo, Franco Angelucci
- Dirigente accompagnatore: Nicola Martinelli[9]

Area organizzativa
- Segreteria: Michele Carpelli, Gaetano Guida

Staff tecnico
- Allenatore: Lino De Petrillo

Staff medico
- Massaggiatore: Egidio De Rocco

## Rosa
Di seguito è riportata la rosa del Potenza Sport Club nella stagione 1974-1975.
| N. |                   | Ruolo | Calciatore         |
| -- | ----------------- | ----- | ------------------ |
|    | Italia (bandiera) | P     | Antonio Nolè       |
|    | Italia (bandiera) | P     | Biagio Birtolo     |
|    | Italia (bandiera) | P     | Vito Stenta        |
|    | Italia (bandiera) | D     | Ettore Sollini     |
|    | Italia (bandiera) | D     | Eros Gobbi         |
|    | Italia (bandiera) | D     | Massimo Menichelli |
|    | Italia (bandiera) | D     | Giuseppe Campagna  |
|    | Italia (bandiera) | D     | Bruno Caligiuri    |
|    | Italia (bandiera) | D     | Giovanni Cammarano |
|    | Italia (bandiera) | C     | Teodosio Cillis    |
|    | Italia (bandiera) | C     | Sironi             |

| N. |                   | Ruolo | Calciatore         |
| -- | ----------------- | ----- | ------------------ |
|    | Italia (bandiera) | C     | Ermes Lasagni      |
|    | Italia (bandiera) | C     | Roberto De Paoli   |
|    | Italia (bandiera) | C     | Biagio Savarese    |
|    | Italia (bandiera) | C     | Bruno Rinaldi      |
|    | Italia (bandiera) | C     | Antonio Cataldi    |
|    | Italia (bandiera) | C     | De Girolamo        |
|    | Italia (bandiera) | A     | Agostino Latorraca |
|    | Italia (bandiera) | A     | Roberto Pellè      |
|    | Italia (bandiera) | A     | Realino Ciccarese  |
|    | Italia (bandiera) | A     | Fernando Scarpa    |

## Calciomercato

### Sessione estiva[10]
| Acquisti | Acquisti           | Acquisti    | Acquisti      |
| R.       | Nome               | da          | Modalità      |
| -------- | ------------------ | ----------- | ------------- |
| P        | Biagio Birtolo     | Barletta    | definitivo    |
| D        | Ettore Sollini     | Matera      | definitivo    |
| D        | Eros Gobbi         | Perugia     | definitivo    |
| D        | Massimo Menichelli | Matera      | fine prestito |
| D        | Bruno Caligiuri    | Messina     | definitivo    |
| D        | Giovanni Cammarano | Salernitana | definitivo    |
| C        | Ermes Lasagni      | Siena       | definitivo    |
| C        | Roberto De Paoli   | Siracusa    | definitivo    |
| C        | Bruno Rinaldi      | Juventus    | definitivo    |
| C        | Antonio Cataldi    | Matera      | definitivo    |
| A        | Agostino Latorraca | Lavello     | definitivo    |
| A        | Realino Ciccarese  | Torino      | definitivo    |
| A        | Roberto Pellè      | Lecce       | definitivo    |
| A        | Fernando Scarpa    | Ternana     | definitivo    |

## Risultati

### Serie D

#### Girone di andata
| Arbitro: | Cacucci (Benevento) |

|                |           |                            |
| Gallitelli 73’ | Marcatori | 7’, 35’ (rig.) De Girolamo |

| Arbitro: | Pirandola (Lecce) |

|             |           |  |
| Rinaldi 40’ | Marcatori |  |

| Nola 6 ottobre 1974 3ª giornata | Nola | 0 – 0 | Potenza | Stadio Comunale di Piazza d'Armi |

| Arbitro: | Filippi (Livorno) |

|                             |           |                            |
| Pucci 15’ (rig.) Pontel 23’ | Marcatori | 7’ De Girolamo 10’ Rinaldi |

| Arbitro: | Pampana (Pisa) |

|           |           |  |
| Pellè 46’ | Marcatori |  |

| Arbitro: | Fasci (Bologna) |

|              |           |                    |
| Mattiuzzo 4’ | Marcatori | 69’ (rig.) Lasagni |

| Arbitro: | Peppoloni (Foligno) |

|                                                   |           |                |
| Cardarelli 73’ (autogoal) Pellè 77’ Latorraca 82’ | Marcatori | 90’ Annunziata |

| Arbitro: | Portafusè (Vigevano) |

|                                   |           |             |
| Terreri 3’ Di Costanzo 71’ (rig.) | Marcatori | 26’ Cataldi |

| Arbitro: | Papponetti |

|                                                  |           |                                              |
| Scarpa 10’ (rig.), 25’ Caligiuri 73’ Rinaldi 74’ | Marcatori | 3’ (rig.) Salvatici 48’ Pacitto 80’ Cellucci |

| Arbitro: | Carvani (Piacenza) |

|  |           |                                 |
|  | Marcatori | 2’ Rinaldi 50’ Pellè 51’ Scarpa |

| Potenza 1 dicembre 1974 11ª giornata                                           | Potenza   | 3 – 1                | Vultur Rionero | Stadio Alfredo Viviani |
| \| \| \| \| \| Latorraca 60’, 65’, 85’ \| Marcatori \| 89’ (rig.) Carignani \| |           |                      |                |                        |
|                                                                                |           |                      |                |                        |
| Latorraca 60’, 65’, 85’                                                        | Marcatori | 89’ (rig.) Carignani |                |                        |

| Arbitro: | Lanese (Messina) |

|               |           |            |
| Lo Bascio 85’ | Marcatori | 89’ Scarpa |

| Arbitro: | Tricarico (Foggia) |

|                        |           |  |
| Cataldi 27’ Scarpa 39’ | Marcatori |  |

| Arbitro: | Da Pozzo (Monza) |

|              |           |            |
| Fiorillo 58’ | Marcatori | 16’ Scarpa |

| Arbitro: | Angioletti (Terni) |

|                                                     |           |  |
| Latorraca 18’, 38’ Rinaldi 57’ Scarpa 59’ Pellè 64’ | Marcatori |  |

| Arbitro: | Adamo (Cagliari) |

|           |           |                 |
| Scarpa 8’ | Marcatori | 55’ Petruzzelli |

| Castellammare di Stabia 19 gennaio 1975 17ª giornata | Juventus Stabia | 0 – 0 | Potenza | Stadio San Marco\| Arbitro: \| Vinci (Messina) \| |
| Arbitro:                                             | Vinci (Messina) |       |         |                                                   |

#### Girone di ritorno
| Arbitro: | Buccini (Sulmona) |

|                        |           |  |
| Scarpa 51’ Rinaldi 63’ | Marcatori |  |

| Santa Maria Capua Vetere 2 febbraio 1975 19ª giornata | Gladiator          | 0 – 0 | Potenza | Stadio Mario Piccirillo\| Arbitro: \| Podavini (Brescia) \| |
| Arbitro:                                              | Podavini (Brescia) |       |         |                                                             |

| Arbitro: | Sandri (Bologna) |

|                                                      |           |  |
| Menichelli 40’ Latorraca 78’ De Falco 87’ (autogoal) | Marcatori |  |

| Potenza 16 febbraio 1975 21ª giornata | Potenza         | 0 – 0 | Pro Cavese | Stadio Alfredo Viviani\| Arbitro: \| Cresti (Giarre) \| |
| Arbitro:                              | Cresti (Giarre) |       |            |                                                         |

| Arbitro: | Sarti (Modena) |

|  |           |             |
|  | Marcatori | Lasagni 41’ |

| Arbitro: | Casella (Voghera) |

|                                      |           |  |
| Caligiuri 29’ Cataldi 55’ Scarpa 81’ | Marcatori |  |

| Ottaviano 9 marzo 1975 24ª giornata | Terzigno         | 0 – 0 | Potenza | \| Arbitro: \| Sfalcin (Milano) \| |
| Arbitro:                            | Sfalcin (Milano) |       |         |                                    |

| Arbitro: | Solimando (Bari) |

|                                            |           |                        |
| Lasagni 43’ Savarese 61’ (rig.) Scarpa 78’ | Marcatori | 35’ (autogol) Campagna |

| Arbitro: | Vago (Chiavari) |

|                                |           |                          |
| Sgambato 5’ Nolè 56’ (autogol) | Marcatori | 20’ Latorraca 80’ Scarpa |

| Potenza 6 aprile 1975 27ª giornata | Potenza           | 0 – 0 | Ischia Isolaverde | Stadio Alfredo Viviani\| Arbitro: \| Pavirani (Cesena) \| |
| Arbitro:                           | Pavirani (Cesena) |       |                   |                                                           |

| Rionero in Vulture 13 aprile 1975 28ª giornata | Vultur Rionero    | 0 – 0 | Potenza | \| Arbitro: \| Patruzzi (Arezzo) \| |
| Arbitro:                                       | Patruzzi (Arezzo) |       |         |                                     |

| Arbitro: | Vinci (Messina) |

|                |           |  |
| Scarpa 8’, 49’ | Marcatori |  |

| Arbitro: | Stillacci (Torino) |

|                    |           |                      |
| Pilloni 80’ (rig.) | Marcatori | 61’ Pellè 86’ Scarpa |

| Arbitro: | Rossi (Grosseto) |

|                     |           |             |
| Savarese 55’ (rig.) | Marcatori | 30’ Giobbio |

| Arbitro: | Zuffi (Ravenna) |

|                        |           |                          |
| Lauria 2’ Colautti 87’ | Marcatori | 60’ Lasagni 71’ Savarese |

| Palma Campania 18 maggio 1975 33ª giornata | Palmese           | 0 – 0 | Potenza | \| Arbitro: \| Ballerini (Aulla) \| |
| Arbitro:                                   | Ballerini (Aulla) |       |         |                                     |

| Arbitro: | Panzino junior (Catanzaro) |

|             |           |              |
| Rinaldi 24’ | Marcatori | 36’ Esposito |

#### Spareggio promozione
| Arbitro: | Carvani (Piacenza) |

|             |           |  |
| Scarpa 113’ | Marcatori |  |

## Statistiche

### Statistiche di squadra
| Competizione         | P.ti | In casa | In casa | In casa | In casa | In casa | In casa | In trasferta | In trasferta | In trasferta | In trasferta | In trasferta | In trasferta | Totale | Totale | Totale | Totale | Totale | Totale | D.R. |
| Competizione         | P.ti | G       | V       | N       | P       | Gf      | Gs      | G            | V            | N            | P            | Gf           | Gs           | G      | V      | N      | P      | Gf     | Gs     | D.R. |
| -------------------- | ---- | ------- | ------- | ------- | ------- | ------- | ------- | ------------ | ------------ | ------------ | ------------ | ------------ | ------------ | ------ | ------ | ------ | ------ | ------ | ------ | ---- |
| Serie D              | 49   | 17      | 12      | 5       | 0       | 35      | 9       | 17           | 4            | 12           | 1            | 18           | 13           | 34     | 16     | 17     | 1      | 53     | 22     | +31  |
| Spareggio promozione | -    | -       | -       | -       | -       | -       | -       | 1            | 1            | 0            | 0            | 1            | 0            | 1      | 1      | 0      | 0      | 1      | 0      | +1   |
| Totale               | 49   | 17      | 12      | 5       | 0       | 35      | 9       | 18           | 5            | 12           | 1            | 19           | 13           | 35     | 17     | 17     | 1      | 54     | 22     | +32  |

### Andamento in campionato
| Giornata  | 1 | 2 | 3 | 4 | 5 | 6 | 7 | 8 | 9 | 10 | 11 | 12 | 13 | 14 | 15 | 16 | 17 | 18 | 19 | 20 | 21 | 22 | 23 | 24 | 25 | 26 | 27 | 28 | 29 | 30 | 31 | 32 | 33 | 34 |
| --------- | - | - | - | - | - | - | - | - | - | -- | -- | -- | -- | -- | -- | -- | -- | -- | -- | -- | -- | -- | -- | -- | -- | -- | -- | -- | -- | -- | -- | -- | -- | -- |
| Luogo     | T | C | T | T | C | T | C | T | C | T  | C  | T  | C  | T  | C  | C  | T  | C  | T  | C  | C  | T  | C  | T  | C  | T  | C  | T  | C  | T  | C  | T  | T  | C  |
| Risultato | V | V | N | N | V | N | V | P | V | V  | V  | N  | V  | N  | V  | N  | N  | V  | N  | V  | N  | V  | V  | N  | V  | N  | N  | N  | V  | V  | N  | N  | N  | N  |
| Posizione | 1 | 1 | 1 | 1 | 1 | 1 | 1 | 2 | 1 | 1  | 1  | 1  | 1  | 1  | 1  | 1  | 1  | 1  | 1  | 1  | 1  | 1  | 1  | 1  | 1  | 1  | 1  | 1  | 1  | 1  | 1  | 1  | 1  | 1  |

Legenda:

Luogo: C = Casa; T = Trasferta. Risultato: V = Vittoria; N = Pareggio; P = Sconfitta.